# Kobofenol A
Kobophenol A es un estilbenoide. Es un tetrámero de resveratrol. Se puede aislar de Caragana chamlagu, de Caragana sinica y de las semillas de Carex folliculata.
La molécula muestra un esqueleto 2,3,4,5tetraaryltetrahidrofurano.
Ha demostrado que inhiben la acetilcolinesterasa.
Catalizada por epimerización de kobophenol de A a B carasinol se puede realizar in vitro.